# Alliopsis atrifimbriae
Alliopsis atrifimbriae este o specie de muște din genul Alliopsis, familia Anthomyiidae. A fost descrisă pentru prima dată de Fan și Chen în anul 1983. Conform Catalogue of Life specia Alliopsis atrifimbriae nu are subspecii cunoscute.